# Acquaviva, San Marino
Acquaviva este un oraș în San Marino. Are o suprafață de 4.86 km².